# Viljandi

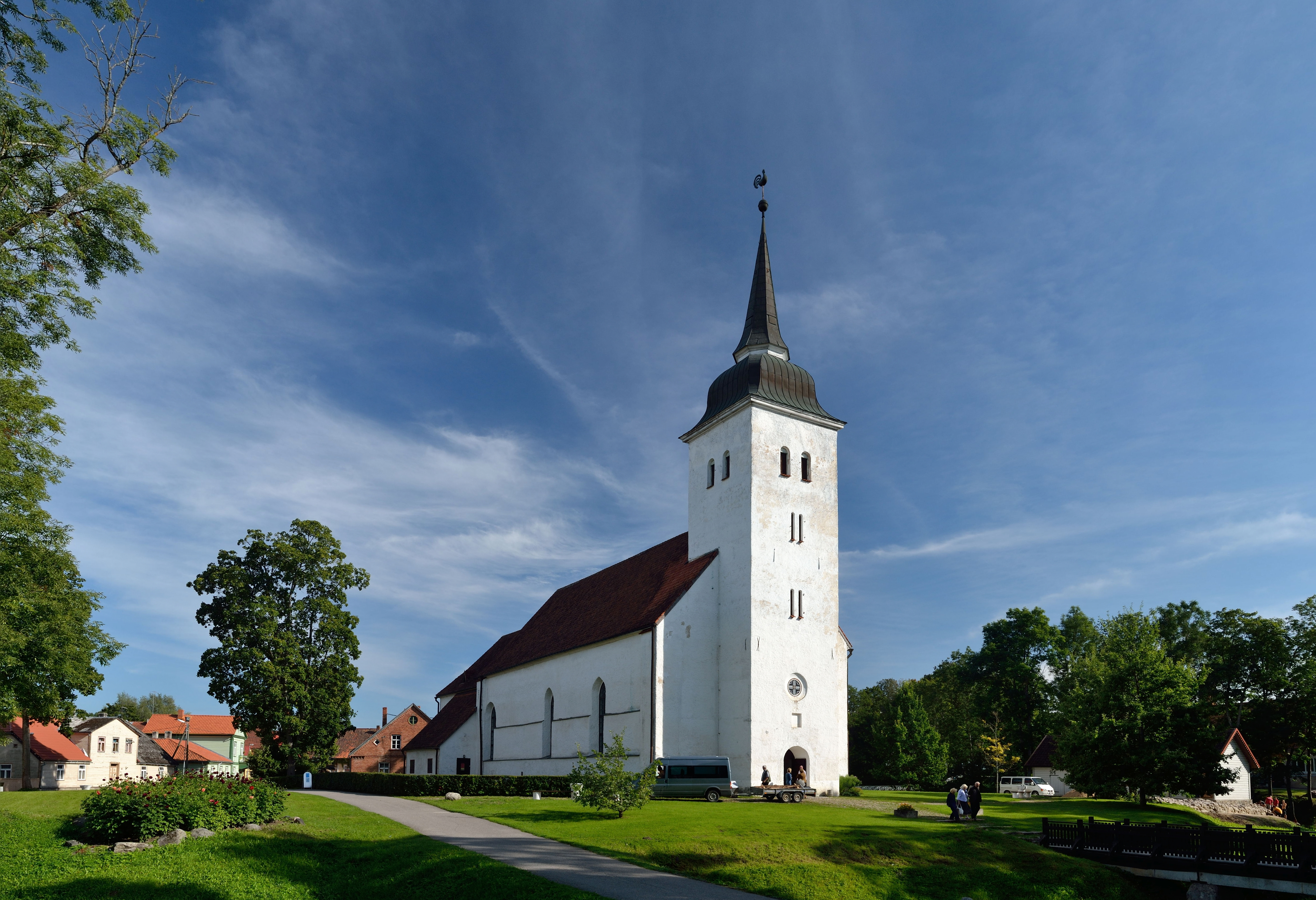
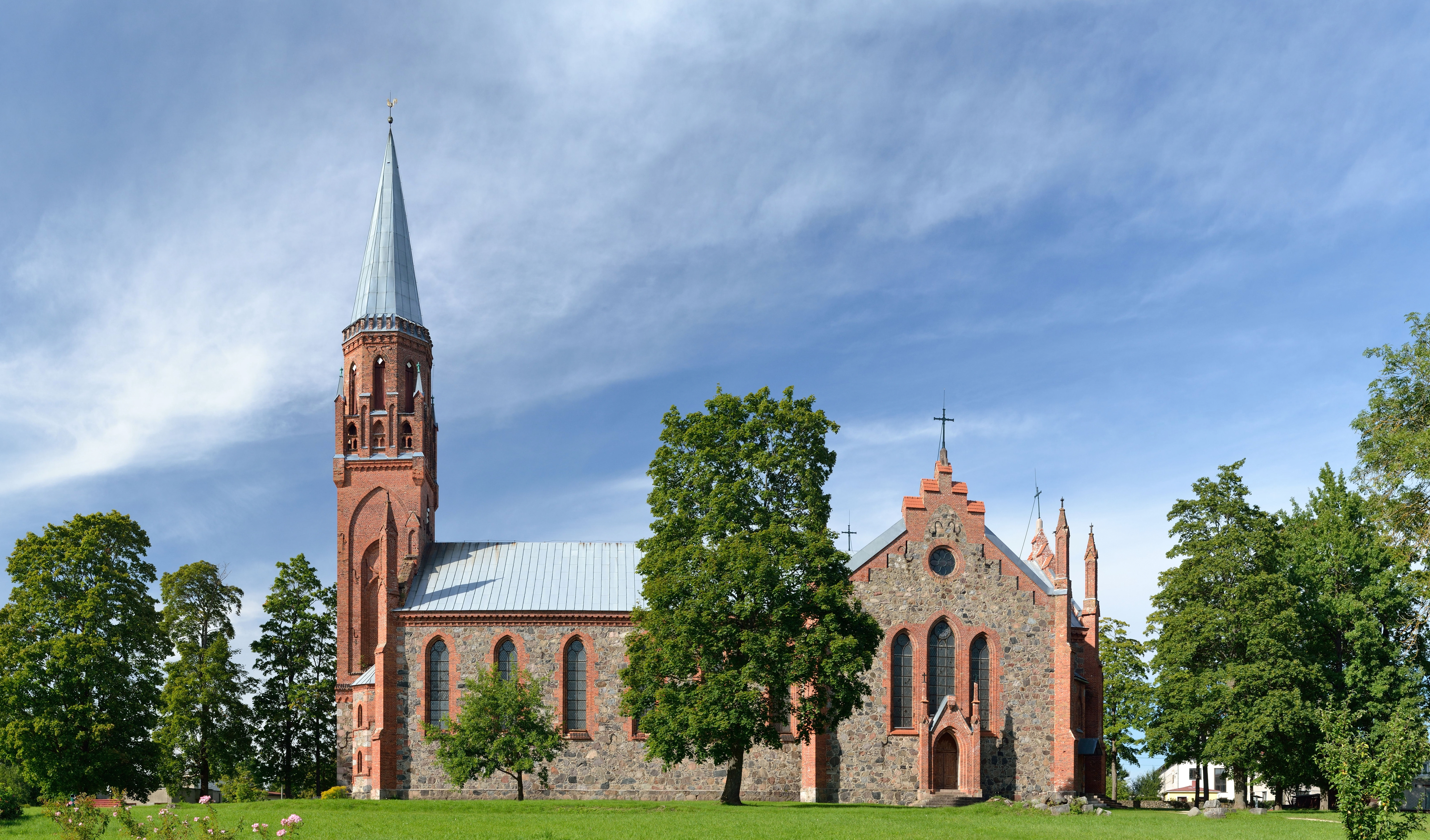
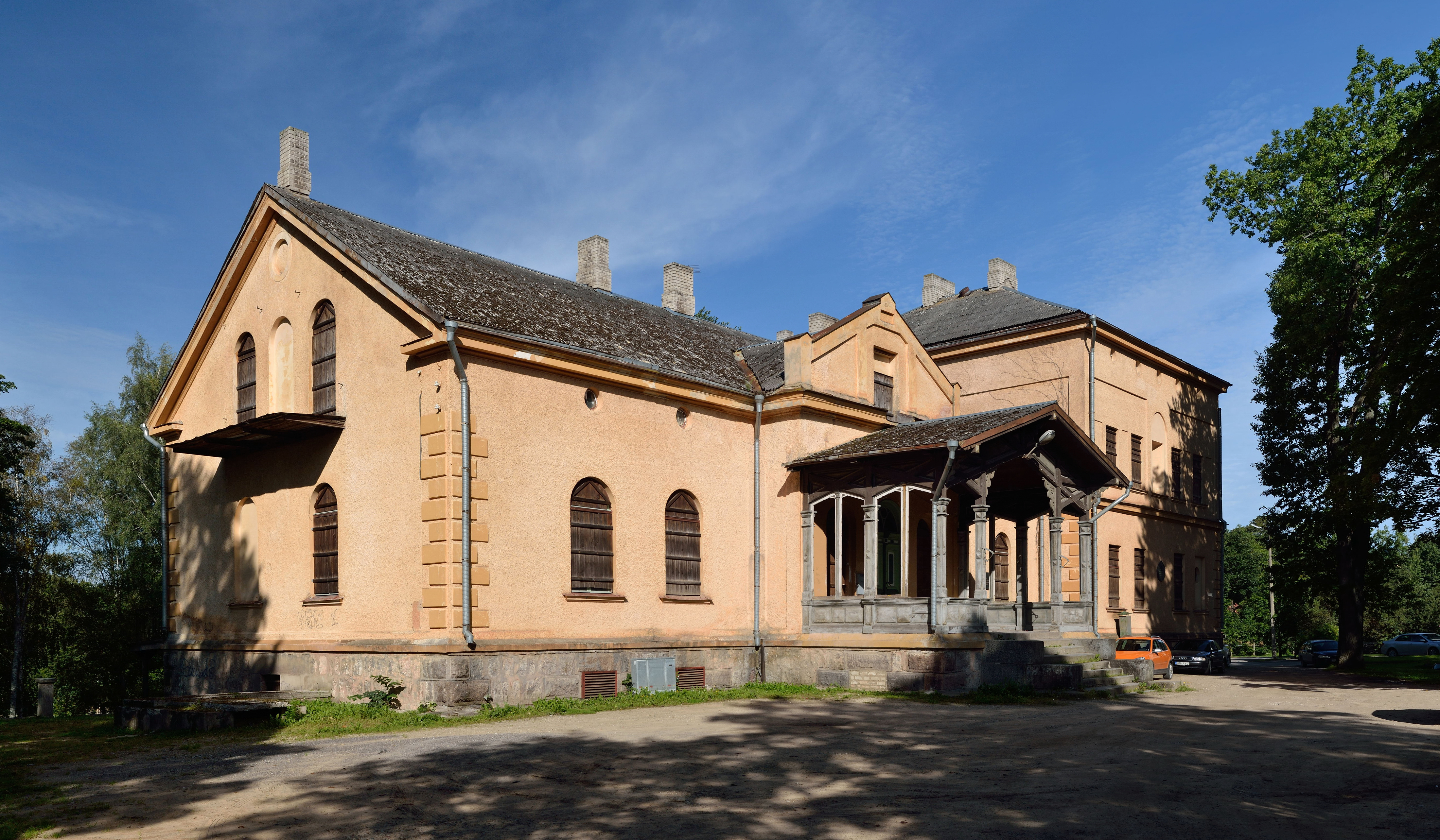
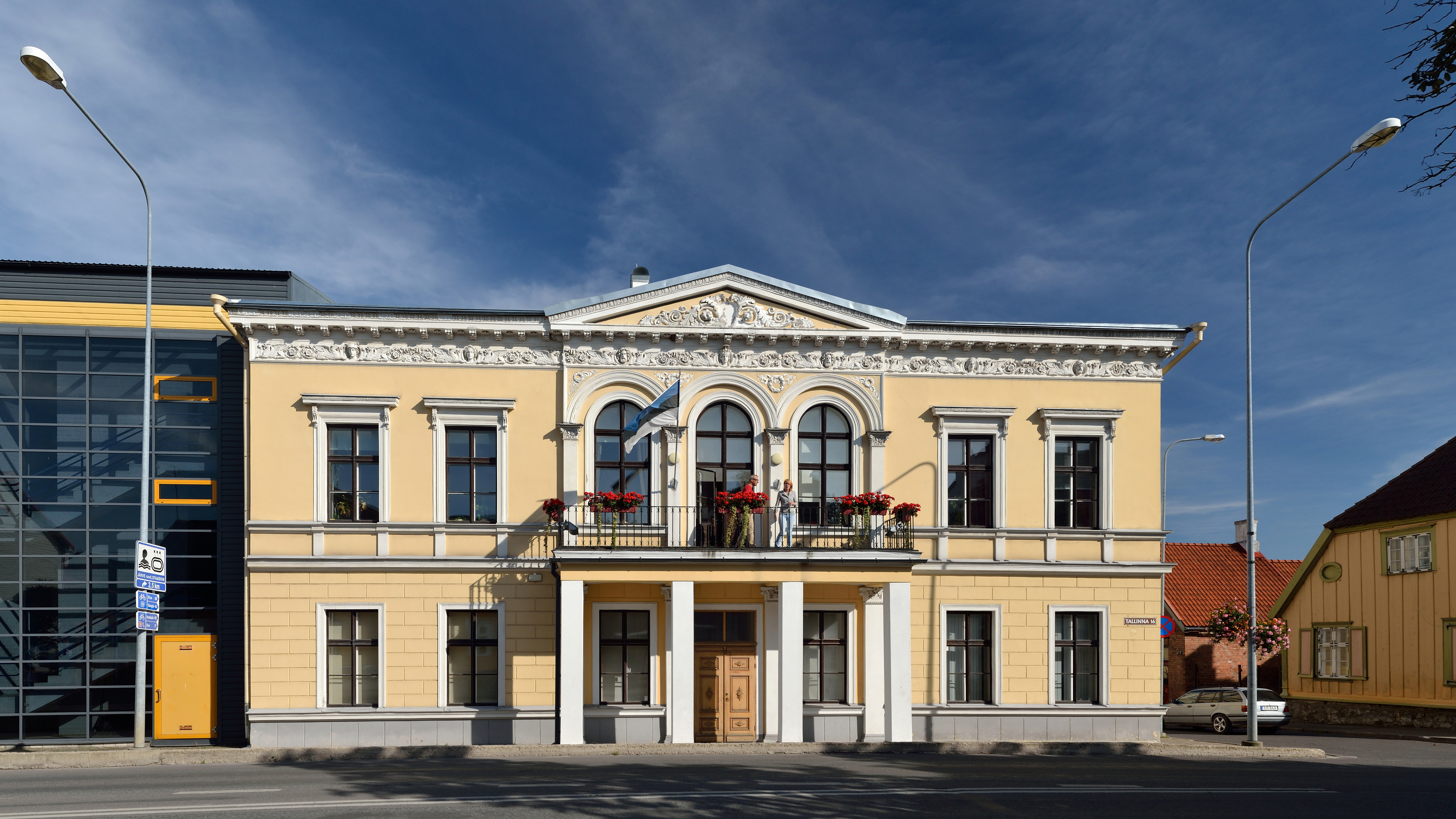
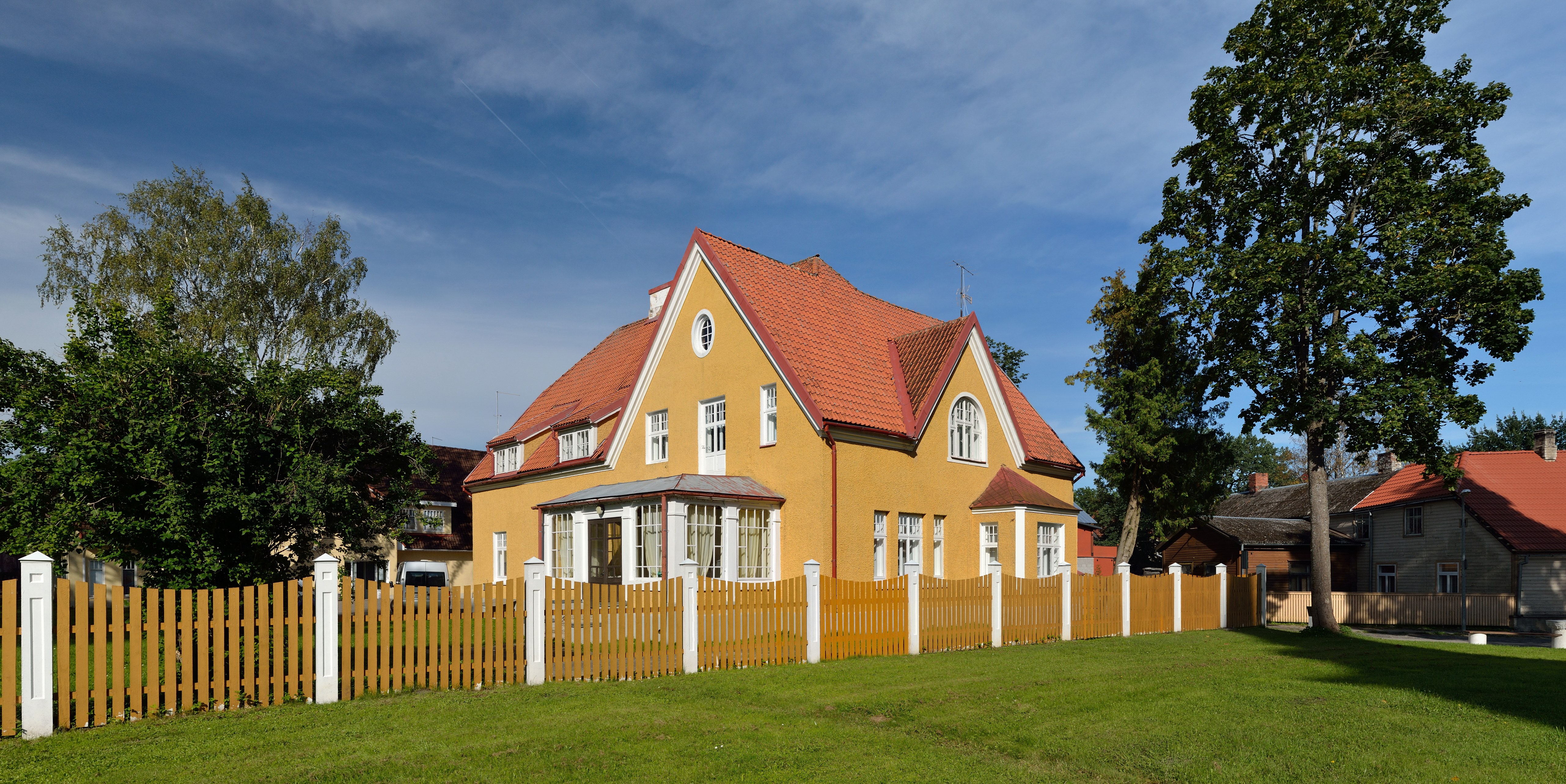

Viljandi (în germană Fellin) este un oraș și municipiu pe malul lacului Viljandi în sudul Estoniei, cu o populație de 19,150 locuitori (2011). Distanța pânǎ la Tallin 161 km, pânǎ la Tartu 81 km, și pânǎ la Pärnu 97 km. Este capitala Regiunii Viljandi. Orașul a fost menționat pentru prima dată în 1283, când i-a fost acordat statutul de oraș de către Wilhelm von Endorpe. Orașul a fost locuit de germanii baltici.
1. ↑  Consiliul Funciar Eston, accesat în 11 martie 2018